# Орхонские надписи
Орхонские надписи или Гёктюркские надписи — произведения, написанные тюрками с помощью орхонского алфавита, первого известного алфавита древних тюрок (𐰆𐰺𐰴𐰣∶𐰖𐰔𐱃𐰞𐰺𐰃). Вторые по хронологии, первыми являются Чойрские надписи. Орхонские надписи дают сведения о грамматической структуре тюркского языка в историческом процессе и изменении этой структуры, а также важные сведения о понимании государства и управления тюрками, их культурных элементах, их отношениях с соседями и соплеменниками, общественной жизни.
Надписи Бильге-кагана и Кул-тегина выполнены Ёллыг-тегином. Йоллыг Тигин также является племянником Бильге-кагана. В надписях его называют «Камни Бенги» (бен дословно переводится как тысяча) с надеждой, что эти памятники останутся вечно.
Надписи были найдены в Орхонской долине в Монголии в 1889 году. Эти надписи принадлежит Второму Гёктюркскому ханству. Датируется началом VIII века. Надпись Кул-Тигина была написана в 732 году, а надпись Бильге-кагана — в 735 году. Расшифровка произведена датским лингвистом Вильгельмом Томсеном в 1893 году с помощью русского тюрколога Василия Радлофа и объявлена научному миру 15 декабря того же года в Датской королевской академии наук.
На базе языка, воплощённого в огузских (орхонских) монументах, в ходе сложной эволюции появились 
туркменский, азербайджанский, турецкий, гагаузский, крымско-татарский языки.

## Открытия и исследования
Монгольский историк XIII века Алааддин Ата Мелик Джувейн упомянул о надписях, написанных орхонскими буквами, в труде «История-и Джихан-гюша». Китайские источники также сообщают о возведении надписей. Однако такое положение не мешало им оставаться неизвестными научному миру вплоть до XVIII—XIX вв. В 1721 году Страленберг обнаружил Рунические памятники Таласа, и опубликовал работы в Стокгольме в 1730 году. Таким образом, орхонские надписи привлекли внимание научного мира.
Первые полноценные научные делегации были отправлены в Сибирь лишь к концу XIX века. Эти первые миссии были финскими, отправленными из Финляндии в Сибирь в 1887 и 1888 годах. В результате этих научных поездок финских делегаций впервые были опубликованы копии енисейских надгробных надписей. В том же году археолог Николай Ядринцев обнаружил на берегу реки Орхон в Монголии две гораздо более крупные надписи с одинаковым шрифтом, его работа опубликована в 1890 году. После этого нового открытия в Монголии финская научная делегация во главе с Акселем Олай Хейкелем отправилась на берега реки Орхон. По окончании этой научной поездки финской делегации были изданы копии Орхонских надписей.
Атлас орхонских надписей включал перевод части китайской надписи, найденной на одном из камней. Этот короткий китайский текст, не мог быть переводом оригинала, написанного неизвестным шрифтом и на неизвестном языке (как предполагалось изначально); в китайском тексте сообщалось, что одна из этих двух надписей была воздвигнута в память об тюркском принце, умершем в 732 году. Таким образом, установлено, кому принадлежали эти надписи и на каком языке они были написаны. Эти две надписи принадлежали тюркам; язык, используемый в них, не мог быть ничем иным, как тюркским.
На заседании Датской академии наук 15 декабря 1893 года известный датский лингвист Вильгельм Томсен объявил научному миру о расшифровке «рунического» письма, использованного в орхонских и енисейских надписях. Доклад Томсена о расшифровке древнетюркского «рунического» письма вскоре был опубликован в информационном бюллетене Датской академии наук и литературы. Разгадка Томсеном древнетюркского «рунического» письма вызвала большой резонанс в научном мире.
Василий Радлоф опубликовал Erste Lieferung, первую часть своей работы об орхонских надписях, в марте 1894 года. Вторая часть этого труда была издана в мае того же года, а третья часть — в 1895 году. Поскольку данное издание орхонских и енисейских надписей является наспех подготовленным произведением, оно изобилует ошибками чтения и объяснения.
Томсен опубликовал свои работы в 1896 году. В первой части рассматривается древнетюркская «руническая» письменность и система письма на примерах с «руническими» буквами. В этой части также обсуждается проблема происхождения старой турецкой письменности. Вторая часть работы начинается статьей по древней тюркской истории, после чего даются переведённые тексты двух надписей и их французские переводы. Текст и его переводы следуют алфавитному указателю слов в описаниях и надписях. Публикация Томсена также включает английский перевод китайской надписи из надписи Куль Тегина Эдварда Харпера Паркера
Радлоф выпустил второе издание своей работы, в которой исследовал надписи, в 1897 году Русское издание Кюль-Тигинской надписи было сделано Платоном Михайловичем Мелиоранским в 1899 года. В том же году Радлоф опубликовал второй том нового издания надписей. Эта работа Радлофа включает в себя «рунический» буквенный текст тоньюкукской надписи, найденный Ф. Клеменцем в местонахождении Баин-Цокто, его транскрипцию и немецкий перевод. За ними следуют пояснения и разделы глоссария.. В продолжение этой работы также добавлены две очень важные обзорные статьи. Это обзор опыта Фридриха Хирта и Вильгельма Бартольда .
Первая книга об орхонских надписях в Турции была написана на османском турецком языке тюркологом Неджибом Асимом в 1924 году и опубликована под названием «Орхонские памятники». Неджиб Асим подготовил эту книгу, используя работы Радлофа и Томсена. Эта работа, которая была опубликована на османском алфавите до алфавитной революции, сегодня имеет только историческую ценность.
Книга об орхонских надписях была опубликована во второй раз в Турции Хусейном Намыком Оркуном. Первый том этой работы, вышедшей в четырёх томах, посвящен надписям Кюль-тегина и Бильге-кагана. Оркун взял в качестве примера публикацию Томсена, использовал его более поздние исправления и словарь Касгарли Махмуда. Хотя Оркун хотел исправить некоторые чтения Томсена, это не очень удалось, и он сделал новые ошибки, пытаясь исправить некоторые слова, которые Томсен прочитал правильно.
Аннемари фон Габейн также изучала орхонские надписи и опубликовала текст надписи Кюль-Тигин в знаменитой антологии старинной турецкой грамматики, изданной в 1941 году. При подготовке текста надписи Кюль-Тигин Габейн взял за основу первую работу Томсена, опубликованную в 1896 г., но также учел его более поздние исправления.
Орхонские надписи были изучены русским тюркологом Сергеем Ефимовичем Маловым после Габаина. В своей работе, опубликованной в 1951 году, Малов привел оригинальные тексты надписей Кюль-Тигин и Тоньюкук с «руническими» буквами, переводы на кириллицу и русские переводы. Во второй своей работе, вышедшей в 1959 году, Малов дал рунический текст, рукописный перевод и русский перевод частей надписи Бильге-кагана, не имеющих ничего общего с надписью Кюль Тигин, вместе с Кюли Чор и Онгин. надписи. Малов воспользовался публикациями Томсена и Радлофа при издании Орхонских надписей и внёс некоторые исправления.
После первых публикаций надписей Кюль-Тигин и Бильге-каган различные исследователи опубликовали исследования слов и фраз, которые по-разному читаются и понимаются в разных частях надписей или остаются непонятными. Ещё один грамматический эксперимент над языком орхонских надписей провел Радлов. Публикация Томсена также включает грамматические и словесные указатели с грамматическими примечаниями. Однако первая грамматика надписей Кюль-Тигин и Бильге-Каган была подготовлена Радлофом.
Исправления в некоторых частях орхонских надписей также были внесены Вильгельмом Бангом.
В начале 20 века Карл Фой опубликовал важное исследование о гласных ä, e и ı в корневом слоге слова и их различении в орхонско-тюркском языке. В 1913 году Томсен опубликовал статью о неизвестном ранее «руническом» письме (знак, обозначающий закрытую гласную ė) из Енисейских надписей. За статьей Томсена последовала работа, в которой он внёс исправления в различные части надписей.
В 1932 году Мартти Рясянен опубликовал статью об историческом развитии гармонии гласных в тюркском языке. В этой статье Расанен представил доказательства, подтверждающие мнение о том, что притяжательный суффикс 3-го лица в орхонско-турецком языке бывает только -i/-si . Однако эта точка зрения не была новой, а была выдвинута Радловым тридцать лет назад. Радлоф защищал эту точку зрения тем, что видел, что суффикс конкретного объекта, идущий после притяжательного суффикса 3-го лица, всегда пишется в надписях с буквой N 2 (thin n).
В 1936 году было опубликовано чрезвычайно важное исследование грамматического строя тюркского языка, докторская диссертация Кааре Грёнбех. В этой работе обсуждаются и разъясняются многие проблемы, связанные с орхоно-тюркским языком.
В 1939 году венгерский тюрколог Юлиус Немет опубликовал важное исследование по проблеме закрытого e (ė) в тюркском языке. Два года спустя Анна-Мария фон Габейн опубликовала первую грамматику древнетурецкого языка.
В 1941 году Хусейн Намик Оркун издал словарь орхунских и енисейских надписей. В том же году Немет опубликовал статью, объясняющую два малопонятных предложения в Орхонских надписях.
В 1947 году Мартти Рясянен повторно исследовал и интерпретировал последний фрагмент на западной стороне надписи Бильге-каган. Два года спустя Ахмет Джеват Эмре опубликовал короткую, но интересную фонологию орхонско-тюркского языка.
В 1950 году Габен опубликовал исследование некоторых наречий в древнетюркском языке. Два года спустя Габайн и Алессио Бомбачи опубликовали ещё два исследования, посвященных проблеме гармонии гласных в языке.
Габен опубликовал исследование системы датирования на древнетюркском языке в 1955 году. В следующем году была опубликована статья Ахмета Темира о предлогах баглама в древнетурецком языке. В 1957 году Осман Недим Туна опубликовал исследование некоторых правил правописания, применяемых в орхонских надписях. Ещё две статьи того же исследователя были опубликованы в 1960 г.
В 1959 году Габен опубликовал сводку грамматики языка. В следующем году была опубликована грамматика орхонских и енисейских надписей Владимира Михайловича Насилова. Насилов не принимал во внимание работы, изданные на эту тему за пределами СССР, и по этой причине некоторые старые ошибки чтения, которые впоследствии были исправлены, вошли в эту грамматику в неправильном виде.
В 1963 году Омельян Прицак опубликовал исследование об орхонско-тюркском языке.
В 1968 г. было опубликовано ещё одно исследование Прицака «Орхоно-тюркская грамматика». Работа включала транслитерированные тексты и английские переводы пяти надписей, а также аналитический словарь слов в надписях.
В 1970 году были опубликованы «Памятники Орхуна» Мухаррема Эргина. В эту работу вошли тексты и турецкие переводы надписей Кул-тегин, Бильге-каган и Тоньюкук, а также небольшой словарь.
В 1972 году Джозеф Матуз опубликовал надпись из восьми слов на мраморной статуе черепахи с фрагментами надписи Кюль-Тигин, которую чешские и монгольские археологи нашли в 1958 году во время своих научных исследований надписи Кюль-Тигин. Слово b(i)t(i)d(i)m(i)z «мы написали» читается на одной из статей, опубликованных Matuz. Это слово должно стоять после фразы …t(a)ş bit(i)d(i)m yoll(u)g tig(i)n на юго- западном краю надписи Kül Tigin, как определил Матуз.
Буквы lg 2 n 2 :b 2 под ним относятся к концу южной стороны той же надписи: This bit(i)g bit(i)gme (a)tisi road(lu)gt 2 [ig(i) номер 2 ]. . . В слове, начинающемся с последней буквы b 2, b[it(i)d(i)m] есть слово «я написал».
Во второй части в верхней строке читаются буквы r 2 I:b 1 Ul 1 ça . Этот ряд букв будет продолжением фразы b(e)g(im) tig(i)n yüg(e)rü t(e)ñ… на юго-западном краю надписи: t(e)ñ [ри болча] . . .
В 1974 году норвежский тюрколог Эвен Ховдхаузен опубликовал исследование, в котором изучались незначительные, но важные различия в орфографических ошибках в средних частях надписей Кюль-Тигин и Бильге-каган. В том же году было опубликовано знаменитое 800-страничное исследование французского тюрколога Луи Базена о турецком календаре с 12 животными . В этом глубоком исследовании, представляющем собой профессорскую диссертацию, Базен смог точно определить даты написания и возведения орхонских надписей, а также смерти и погребальных церемоний Кюль-тегина и Бильге-кагана.
В 1980 году советский тюрколог Андрей Николаевич Кононов опубликовал «Орхонские надписи» и грамматику всех старых тюркских надписей с «руническими» буквами. В этой работе Кононов учёл исследования орхонских надписей не только в СССР, но и за его пределами.
В 1983 году Осман Фикри Серткайя опубликовал небольшую, но интересную статью о фразе oplayu teg, которая часто используется в надписях Кюль Тигин и Кюли Чор.
Кроме того, историк Казим Миршан прочитал некоторые части надписей, которые невозможно было прочитать, и опубликовал их в 1990-х годах. Поскольку он говорит более чем на двадцати турецких диалектах, он также смог исправить некоторые ошибки перевода, допущенные многими экспертами.

## Надписи
Стелы с надписями Куль-Тегина и Бильге-Кагана находятся в окрестностях озера Кочо-Чайдам, недалеко от старого русла реки Орхон в Монголии. Расстояние между надписями около 1 километра. Его математические координаты — 47 ° северной широты и 102 ° восточной долготы. (47°33’51"с. ш., 102°49’55"в. д.)
Орхонские надписи имеют особенность адресного текста. « И в материальном, и в духовном отношении эти надписи являются памятниками. (…) Памятник Кюль-тегину есть литературное выражение чувства благодарности Бильге-кагана к своему героическому брату, сыгравшему первостепенную роль в его становлении ханом и укреплении государства, и великой печали, повергающей его в художественное экстаз и энтузиазм. [
Помимо тюркских частей, на которых написаны тексты, есть также китайский перевод. Надпись Бильге Кагана была сделана через год после смерти Бильге-кагана его сыном Тенри Каганом. Надпись содержит слова Бильге Кагана и его племянника Йоллуга Тегина. Надпись Бильге Кагана была перевернута и фрагментирована. Поэтому уничтожения и стирания очень много в надписи Бильге Кагана. Вокруг этой надписи обломки мавзолея и статуи.

### Стела Куль-Тегина
Стела Кюль Тигин представляет собой большой камень с четырьмя гранями, сделанный из известняка или мрамора низкого качества. Высота камня 3,75 метра. Восточная и западная стороны камня имеют ширину 1,32 метра внизу и 1,22 метра наверху. Ширина северной и южной сторон надписи составляет от 46 до 44 сантиметров.
Все стороны стелы Кюль Тигин покрыты надписями высотой 2,75 метра. На западной стороне длинная китайская надпись. Другие стороны надписи заполнены тюркскими надписями. На восточной стороне надписи 40 строк, на южной и северной сторонах по 13 строк. Есть также небольшие надписи на северной и восточной, южной и восточной сторонах надписи и на полях между южной и западной сторонами. На западной стороне надписи также выгравирована небольшая надпись на тюркском языке.
На мраморном основании в виде золотой статуи черепахи высечена небольшая надпись из 8 строк, но можно прочитать 7-8 слов.
Эта стела установлена в память о Куль-Тегине, умершем 27 февраля 731 года, то есть koṅ Yılka yiti yigirmike, то есть «семнадцатом году овцы». Похороны Куль-Тегина состоялись 1 ноября 731 года, что соответствует «двадцать седьмому числу девятого месяца». Китайская надпись на западной стороне была завершена 1 августа 732 года, а тюркские надписи были закончены через двадцать дней, 21 августа 732 года. Соответственно, стела была установлена 21 августа 732 года.

### Стела Бильге-Кагана
Стела Бильге-Кагана на несколько сантиметров выше стелы Куль-Тегин. Однако эта стела находится в худшем состоянии, чем стела Кюль-Тигин. На восточной стороне стелы есть тюркская надпись из 41 строки, а на гораздо более узких северной и южной сторонах — пятнадцатистрочная тюркская надпись. На западной стороне стелы Бильге-Кагана имеется китайская надпись, как и на стеле Куль-Тегина. Однако, поскольку эта надпись была в значительной степени уничтожена, прочитать её можно было очень мало.
Надпись на северной стороне стелы Бильге-Кагана точно такая же, как и на южной стороне стелы Куль-Тегина, за исключением последних 7 строк. 2-я и 24-я строки на восточной стороне стелы совпадают с 1-й и 30-й строками на восточной стороне стелы Куль-Тегина с небольшими отличиями.
Эта стела установлена в память о правителе Бильге-Кагане, умершем в десятом месяце шесть тридцатька, то есть двадцать шестого числа десятого месяца года собаки. Дата смерти Бильге-Кагана — 25 ноября 734 года, согласно расчетам Базена. Согласно надписи, похороны Бильге-Кагана состоялись 22 июня 735 года, что совпадает с «двадцать седьмым пятым делением года свиньи». На основании того, что китайская надпись на западной стороне стелы была написана 19 августа 735 г., а тюркские надписи были выполнены за тридцать четыре дня, он определил, что стела Бильге Кагана была возведена 20 сентября 735 г.
Стела Бильге-Кагана была установлена младшим сыном Бильге-Кагана, Тенри-Каганом.
Часть надписи Бильге Кагана:

Я — Бильге Каган, возведенный на престол с божьего позволения. 
Мои люди Слушайте мои слова хорошо…. слушайте внимательно…
Когда было создано голубое небо вверху и чёрная земля внизу, между ними были созданы люди. 
Мои предки Бумин Каган, Истеми Каган стали Властелинами. 
Они организовали обычаи страны тюрок…
 Их армия шла и заставляла склонять головы во всех направлениях и заставляла колени преклоняться…
Они стали соседями китайской нации. 
Слово китайца, дающего золото, серебро и шелк без всяких хлопот, было сладким и мягким… 
То кто приблизит к себе дальние племена, то сделает зло себе…
Тюркский народ привык к бытию в сытости и комфорте. 
По этой причине они ходили повсюду, не дожидаясь дозволения своего хана, их обманывали, они обманывались, по этой причине там его всегда уничтожали… 
Народ навлекал зло на своего хана и свою руку из-за своего непослушания, ты сам ошиблись…
Серьёзно подумай:
Как пришли вооруженные люди и рассеяли вас. 
Кто пошел на восток, пошел, кто пошел на запад, куда ты пошел, кровь твоя текла, как вода, и кости твои лежали, как гора. 
Ваш сын, который должен был бы стать бейем, станет рабом, а ваша дочь, которая должна была бы стать женой, станет наложницей.
 Из-за твоего непослушания старым и мудрым…
Когда я сижу на троне; 
Мой народ, рассеянный здесь и там, умер и вернулся пешком и нагим. 
Да не погибнет имя моего народа; 
Днём не сидел, ночью не спал, чтобы обычаи народа не исчезла.
Я совершил двенадцать великих экспедиций и сражался на севере, юге и востоке, чтобы развить и накормить свой народ. 
После этого, Господи, прости; Благодаря удаче и богатству я нанял Отюкена, накормил голодных и одел нагих. 
Я сделал бедную нацию богатой. 
Я увеличил национальное меньшинство. Нет больше зла.
…И пока Турецкий каган живёт в Священном лесу Отюкен, в стране не будет беды, будут жить обычаи..
Если небо не наверху, земля не пробита внизу, кто может потревожить вашу страну и обычаи?

О ТЮРК БЕЙСЯ и ВОЗВРАЩАЙСЯ К СЕБЕ!..— 
Türk Oğuz Beyleri, işitin! Üstte gök çökmedikçe, altta yer denizi delinmedikçe, ilini töreni kim bozabilir?
Ey Türk ulusu! Kendine dön. Seni yükseltmiş Bilge Kağanı'na, özgür ve bağımsız ülkene karşı hata ettin, kötü duruma düşürdün.
Ulusun adı, sanı yok olmasın diye, Türk ulusu için gece uyumadım, gündüz oturmadım. Kardeşim Kül Tigin ve iki Şad ile ölesiye, bitesiye çalıştım...
Bilge Kağan yazıtından

### Тоньюкукская надпись
Надпись Тоньюкука является первой из орхонских надписей, написанных и возведенных в 731 году. Он находится примерно в 350 км к востоку от стелы Бильге-кагана и стелы Куль-Тегина.
Она написана на двух четырёхгранных камнях. На первом камне всего 35 линий, по семь на западной и восточной сторонах, 10 линий на южной стороне и 11 линий на северной стороне. Второй камень имеет в общей сложности 27 линий, 9 на западе, 8 на востоке, 6 на юге и 4 на севере. Общее количество линий двух камней достигает 62. Надпись установлена Тоньюкуком, занимавшим пост главнокомандующего и визиря до эпохи Бильге-кагана. Автором текста также является Тоньюкук.

## Писец надписей
Автор надписей Кюль-Тегин и Бильге-Каган — Ёллуг-Тегин, племянник Кюль-Тегина. Лошадь, которая является эквивалентом племянника на древнетюркском языке, живёт только в жёлтом уйгурском, в формах ати, хати и означает «ребенок, внук».
Надписи на юго-восточном и юго-западном краях стелы Куль-Тегина и короткая надпись на юго-западном краю стелы Бильге-кагана являются словами Йоллуг-Тегина. Последнее предложение на южной стороне стелы Куль-Тегина также принадлежит Йоллуг Тигину.
Надписи на восточной, южной, северной и северо-восточной сторонах стелы Куль-Тегина и двухстрочная тюркская надпись на западной стороне с китайской надписью выполнены Бильге-каганом. Хотя большая часть надписи Бильге-кагана написана его устами, после шестого слова 10-й строки на южной стороне надписи говорит Тенри-каган. Лирическая надпись на верхней части западной стороны стелы, где расположена китайская надпись, также из уст Тенри-кагана.
Йоллуг Тегин написал надпись Кюль Тегина за двадцать дней, а надпись Бильге-кагана — за тридцать дней.

## Кони в орхонских памятниках
Со времен гуннов монголы и тюрки имели репутацию истинно конных народов. В орхонских надписях, которые считаются важными языковыми документами, говорится если бы нужно было идти пешком, то мы приняли бы это как признак большой бедности.

## Социально-государственный подход в памятниках Орхона
Когда мы смотрим на надписи видим, что понимание социального государства в древнетюркском каганате весьма развито в его период. Во многих частях надписей состояние; упоминается, что он обогатил бедный, нищий и голодный народ, накормил их и даже одел нагих людей. Там, где даются эти сообщения, проводится сравнение между предыдущими бедными периодами тюркской нации и нынешней богатой и развитой нацией.

## Рунический шрифт
Древнетюркский «рунический» шрифт, являющийся национальным алфавитом тюрков, используемый в орхонских надписях, состоит из 38 букв или знаков. Четыре из этих букв являются знаками гласных. Каждый знак гласной используется для записи двух из 8 основных гласных турецкого языка. Другими словами, в древнетюркском руническом письме есть буква для a/e, буква для o/u и буква для ö/ü .
20 из оставшихся 34 знаков — двойные буквы с согласными б, д, г, к, л, н, р, с, т и у . Другими словами, в древнетюркском руническом письме для каждого из этих согласных есть две буквы, одна толстая, а другая тонкая. Жирные согласные используются для слов с толстыми гласными, а тонкие согласные используются для слов с тонкими гласными.

### Правила правописания, применяемые в надписях
Система письма, примененная в орхонских надписях, представляет собой смесь слоговой и алфавитной систем. Использование знаков гласных ограничено и зависит от определённых правил правописания. Знаки согласных часто обозначают слоги или группы звуков, которые начинаются с гласной и заканчиваются соответствующей согласной. В некоторых случаях знаки согласных стоят только пары гласных или согласных.

### Примеры из надписей
После открытия Орхонских надписей надписи стали интерпретироваться и в 1896 году Вильгельм Томсен определил надписи как «древнейшие памятники тюркского языка и литературы, куда ещё не дошло дыхание мусульманского мира». Открытие орхонских надписей кардинально изменили мировосприятие турецких историков.
Отрывок из Орхонских надписей изображён на оборотной стороне маната, денежной единицы Азербайджана. Этот отрывок взят с восточной стороны надписи Бильге-кагана.